# Illigera vespertilio
Illigera vespertilio là một loài thực vật có hoa trong họ Hernandiaceae. Loài này được (Benth.) Baker f. miêu tả khoa học đầu tiên năm 1925.